# Hécamédé

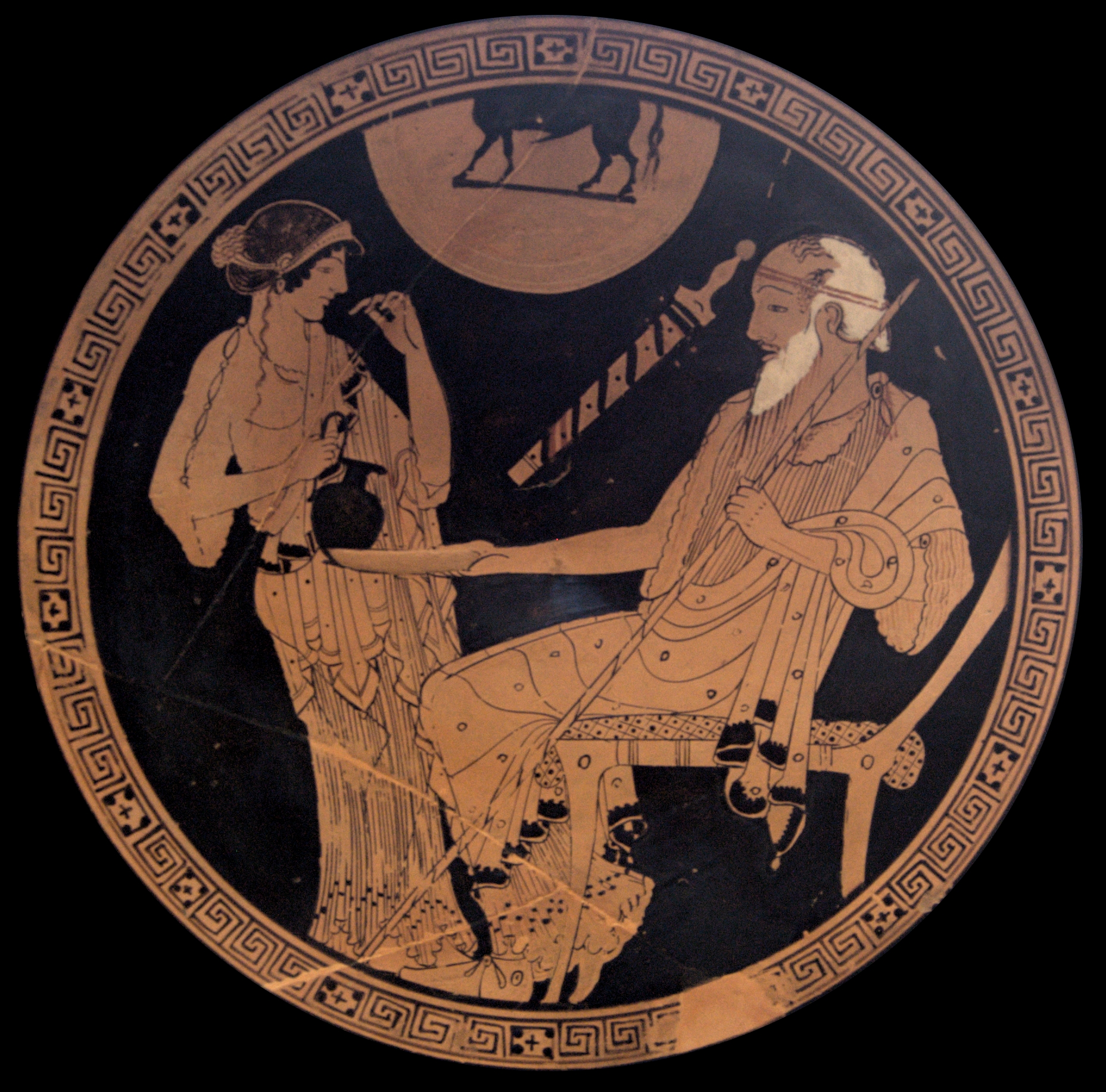
Hécamédé et Nestor.

Dans la mythologie grecque, Hécamédé (en grec ancien Ἑκαμήδη), ou Hécamède, est une habitante de l’île de Ténédos, captive offerte en partage du butin à Nestor après les razzias d’approvisionnement sur l’île. Elle est dite « fille du magnanime Arsinoos » et Nestor vante ses « belles tresses ».
C'est elle qui sert la boisson aux gens présents, râpe le fromage sur une râpe de bronze et invite à boire sitôt le breuvage prêt. C’est elle également qui fait couler le bain que prend Machaon chez Nestor.

## Évocation chezPlaton
Platon évoque l’épisode homérique d’Hécamédé dans le dialogue platonicien Ion : Quand elle offre un cycéon pour calmer la blessure de Machaon, c’est au médecin et non au rhapsode de juger si Homère maîtrise bien le sujet,.

## Évocation chezXénophon
Dans le Banquet de Xénophon, Nicératos fait allusion à l’épisode d’Hécamédé.

## Sources anciennes
- Homère, Iliade [détail des éditions] [lire en ligne]
- Ion (Platon) (538c)